# Lesotho

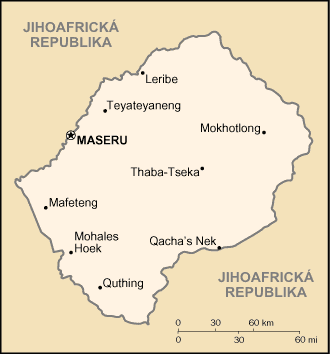
Mapa Lesotha

Lesotho (dříve Basutsko), plným názvem Lesothské království (sesothsky Muso oa Lesotho, anglicky Kingdom of Lesotho), je malý vnitrozemský stát v Jižní Africe. Jeho jediným sousedem je Jihoafrická republika. Je členem Commonwealthu. Jméno Lesotho se dá přeložit jako „země lidí, kteří mluví jazykem Sotho“. Národní heslo Lesothanů zní Khotso, pula, nala, což znamená Mír, déšť, blahobyt.

## Dějiny
Původními obyvateli území dnešního Lesotha byli Křováci. Objevili se zde v 1. tisíciletí př. n. l. V 8. století Křováky vytlačily bantuské kmeny, patřili mezi ně Zulové, Matabeleové a Ngunové. V 19. století se zde objevil bojovný kmen Sothů.
Království Lesotho bylo vytvořeno Mošešem, jedním ze sothských náčelníků. V roce 1824 založil v Thaba Bosiu pevnost, pomocí které chtěl čelit nájezdům Griků (míšenci Afrikánců a Khoinů), kteří v oblasti hledali otroky, dobytek a slonovinu. Počet jeho poddaných se mezi lety 1835 a 1848 rozšířil z 25 000 na 80 000 (v roce 1904 mělo Lesotho 347 731 obyvatel). Mošeše vytvořil dobře vyzbrojenou jízdu; v roce 1833 pozval do země misionáře, aby mu pomohli vzděláváním pozvednout úroveň státní správy a umožnit tak účinnou diplomacii. Bitva u Berey střetnutí mezi britskými silami a basutskými válečníky pod vedením krále Moshoeshoe I., které se odehrálo 20. prosince 1852 v jižní Africe.
Na Mošešeho podnět převzali nad královstvím v roce 1868 ochranu Britové. V roce 1884 ze sothského území vytvořili protektorát Basutsko (angl. Basutoland). V roce 1966 vzniklo nezávislé Lesothské království. Od té doby se odehrálo několik státních převratů a krizí. V roce 1970 zvítězila ve volbách Kongresová strana. Tehdejší premiér Leabua Joseph Jonathan vyhlásil výjimečný stav a sesadil krále Mošeše II. K znovunastolení monarchie došlo roku 1986, kdy proběhl vojenský převrat. 

## Státní symboly

### Vlajka
Lesothská vlajka je tvořena listem o poměru stran 2:3 se třemi vodorovnými pruhy: modrým, bílým a zeleným o poměru šířek 3:4:3. Uprostřed bílého pruhu je černý, stylizovaný basutský klobouk „mokorotlo” o výšce 92 % šířky bílého pruhu.

### Znak
Lesothský státní znak je tvořen hnědým basutským válečným štítem s tmavě modrým krokodýlem, podložený basutskými domorodými zbraněmi: kosmým kopím a šikmou palicí. Mezi těmito zbraněmi je náčelnická hůl, zdobená pštrosím peřím (vše v hnědé barvě). Štít je strážen dvěma basutskými koni v přirozených barvách, stojícími na částečně kamenitém pažitu, v jehož zadní části je modrá silueta pohoří Thaba-Boisu (česky Noční hory). Přes přední část pažitu leží hnědá, bíle podšitá stuha s bílým mottem v jazyce sesotho KHOTSO PULA NALA (česky Mír, déšť, prosperita).

## Geografie
Lesothské království je enklávou v území Jihoafrické republiky. Lesotho je jedinou zemí na světě, jejíž celé území leží výše než 1000 m nad mořem. Nejnižší bod má nadmořskou výšku 1400 m, což je nejvíce na světě. Povrch země je tvořen náhorní plošinou z čediče, jejíž výška v některých místech dosahuje až 3000 m n. m. Na východě a jihu země se zvedají Dračí hory s nejvyšším vrcholem Lesotha, který je zároveň nejvyšším vrcholem jižní Afriky. Jeho jméno je Thabana Ntlenyana, měří 3482 m n. m. Na severu státu se rozkládá pásmo Maloti, v němž se nachází pramen nejdelší lesothské řeky Orange. V této zemi je mnoho jezer, která slouží jako zásobárna vody.
Díky hornatému povrchu s říčními údolími se někdy Lesothu přezdívá „africké Švýcarsko“.

### Podnebí
Lesotho má vlhké subtropické podnebí, které je ovlivněno nadmořskou výškou území státu. Zima zde začíná v květnu a končí v říjnu. V tomto období jsou dny teplé, ale když zapadne slunce, teplota začíná klesat až pod bod mrazu. Na západě území převládá suché podnebí typické pro vysokohorské oblasti. Směrem od východu na západ ubývá množství srážek, ročně jich průměrně spadne 560–1000 mm. V červenci se průměrná teplota pohybuje v rozmezí 5–8 °C, v lednu v rozmezí 17–20 °C.

### Flóra a fauna
V nižších oblastech půdu pokrývají travnaté savany, v horských pak horské louky. Domov zde nacházejí antilopy a zajíci. Žije zde i velké množství
druhů hmyzu.

## Hospodářství
Lesotho je jedním z nejchudších států světa. Udržuje hospodářské styky se svým velkým vyspělým sousedem – Jihoafrickou republikou. Lesotho je důležitou zásobárnou pitné vody pro JAR, která zde vybudovala mnoho velkých přehrad. Mnoho Lesothanů nachází práci v jihoafrických dolech. K obdělávání se hodí jen malá část půdy. I přes tento nedostatek zemědělských ploch se více než polovina obyvatel země živí zemědělstvím. Pěstuje se hlavně kukuřice, čirok, pšenice a fazole. Chovají se ovce, skot a pro mohér angorské kozy. Lesotho má větší vývoz než dovoz.
V zemi se nacházejí ložiska uhlí, zlata, drahých kamenů a nevyužívaná ložiska uranové rudy. Diamanty se hledají i ve vodách řeky Orange.
V roce 2025 vyhlásila lesothská vláda stav národní katastrofy poté, co byly na zemi uvaleny 50% cla ze strany Spojených států amerických.

## Obyvatelstvo
V Lesothu jsou města neobvyklým jevem. Drtivá většina obyvatel žije v malých vesnicích. Města vznikla pouze jako obchodní faktorie a obranné pevnosti. Jediným velkým lesothským městem je hlavní město Maseru. Žije v něm zhruba 330 000 obyvatel.

### Etnické složení obyvatelstva
- Sothové – 99,5 %
- ostatní – 0,5 %

### Náboženství
Podle statistiky z roku 2014 je náboženská příslušnost v Lesothu následující: křesťanské protestantské církve 47,8 % (letniční křesťané 23,1 %, lesothští evangeličtí 17,3 %, anglikánští 7,4 %), římští katolíci 39,3 %, další křesťanské církve 9,1 %, ostatní náboženství 1,5 %, bez vyznání 2,3 %. Zejména na venkově lidé praktikují křesťanství spolu s tradičním náboženstvím (vícečetná náboženská identita), případně tato náboženství směšují v synkretismu. Tradiční náboženství – jde zejména o kult předků – v Lesothu ale není tak viditelné a ovlivňující společnost jako je tomu například v zemích západní Afriky.

### Největší města
- Maseru – 330 760 obyvatel
- Hlotse – 46 000 obyvatel
- Mafeteng – 41 000 obyvatel
- Maputsoa – 31 000 obyvatel
- Teyateyaneng – 25 000 obyvatel

## Cestovní ruch
Do Lesotha jezdí čím dál tím více turistů, které láká především krásná příroda. Nejvíce jich sem přijíždí v zimě, tedy v období sucha, a tak nehrozí záplavy a cesty jsou průjezdné. Nejkrásnějším místem země je příroda Dračích hor, kde byl zřízen Národní park Sehlabathebe.

## Politika

### Přehled nejvyšších představitelů
| Jméno                         | Od                 | Do                                              |
| ----------------------------- | ------------------ | ----------------------------------------------- |
| Moshoeshoe II. (král)         | 30. dubna 1965     | 10. února 1970                                  |
| Leabua Jonathan (hlava státu) | 10. února 1970     | 5. června 1970                                  |
| Královna Mamohato (regentka)  | 5. června 1970     | 5. prosince 1970                                |
| Moshoeshoe II.                | 5. prosince 1970   | 12. listopadu 1990 (v exilu od 10. března 1990) |
| Královna Mamohato (regentka)  | 10. března 1990    | 12. listopadu 1990                              |
| Letsie III. (král)            | 12. listopadu 1990 | 25. ledna 1995                                  |
| Moshoeshoe II.                | 25. ledna 1995     | 15. února 1996                                  |
| Královna Mamohato (regentka)  | 15. ledna 1996     | 7. února 1996                                   |
| Letsie III. (král)            | 7. února 1996      | dosud                                           |

## Paleontologie
Lesotho je světově známé také svým paleontologickým bohatstvím v podobě cenných zkamenělin, zejména pak druhohorních dinosaurů. Na území Lesotha bylo objeveno několik druhů dinosaurů a množství fosilních otisků stop z období rané jury.